# Euphyia zalmoxis
Euphyia zalmoxis är en fjärilsart som beskrevs av Thierry-mieg 1894. Euphyia zalmoxis ingår i släktet Euphyia och familjen mätare. Inga underarter finns listade i Catalogue of Life.